# Ludwig Gottlob von Kalckreuth
Ludwig Gottlob von Kalckreuth (* 1714; † 20. März 1783 in Lankwitz) war ein königlich-preußischer Generalmajor und Chef des Infanterie-Regiments Nr. 1 sowie Amtshauptmann von Spandau.

## Leben
Seine Familie stammt aus Schlesien. Er begann seine Laufbahn im Regiment Nr. 25 (Kalkstein). Dort wurde er 1750 Stabskapitän.
Im Siebenjährigen Krieg war er 1758 in der Schlacht bei Zorndorf verwundet worden.
Im Mai 1759 wurde er Major und Mai 1767 Oberstleutnant sowie Kommandeur des Regiments. 1770 wurde er Oberst im Regiment Nr. 25 Prinz Ferdinand. Die Stelle als Amtshauptmann erhielt er am 19. Dezember 1774. Im April 1778 übernahm er das Infanterie-Regiment Nr. 1 (Bandemer), aber schon
am 28. April 1778 nahm er seinen Abschied, da er wegen seiner Kränklichkeit – Folge seine Verwundung in Zorndorf – nicht mehr am Bayrischen Erbfolgekrieg teilnehmen konnte.
Nach seiner Entlassung zog er sich auf ein Gut bei Lankwitz zurück. Das brannte aber 1781 ab, so verkaufte er es und wollte sich in Cottbus niederlassen. Aber er starb am 20. März 1783 in Lankwitz.

## Familie
Er war seit 1780 mit Karoline Beate Dorothea von Kalckreuth (* 1752; † 26. Mai 1837) verheiratet. Ihr Vater war der Hauptmann Friedrich Wilhelm von Kalckreuth. Sie erhielt nach dem Tod des Generalmajors vom König eine Pension.
Die Witwe heiratete am 18. August 1785 in Seeläsgen Friedrich Adolf Erdmann von Winning (* 27. März 1748; † 27. Februar 1829), später Hauptmann im Infanterie-Regiment Nr. 24 und Herr auf Schönwalde.